# 阿韦尔·马图特斯
阿韦尔·马图特斯·胡安（西班牙語：Abel Matutes Juan；1941年10月31日—）是西班牙伊维萨岛出身的企业家和政治家。1966年至2000年出任外交大臣。

## 经历
1941年10月31日出生在伊维萨岛。青年时代热爱足球运动，是皇家西班牙人體育俱樂部球员。毕业于巴塞罗那大学经济学和法学专业。1970年至1971年期间担任伊维萨市长。1983年就任人民联盟副主席。
后在欧共体委员会任职。1994年至1996年担任欧洲议会议员。1966年至2000年出任外交大臣。任期内，首次代表西班牙对古巴进行了正式访问。1998年5月初访华，与唐家璇、李岚清、石广生等领导人会谈。

## 荣誉
- 大十字级秘鲁太阳勋章
- 大十字级卡洛斯三世勋章（2000年）[5]